# 篠原治
篠原 治（しのはら おさむ、1924年4月30日 - 2011年11月13日）は、日本の経営者。日本車輌製造社長を務めた。

## 来歴・人物
三重県出身。1948年に東京大学法学部政治学科を卒業し、同年に運輸省に入省。1949年に日本国有鉄道に転じ、1978年6月には日本車輌製造に転じ、専務に就任し、1982年6月に副社長を経て、1983年6月には社長に就任。1994年6月に会長に就任し、2000年6月には相談役に退いた。
2011年11月13日に肺炎のために死去。87歳没。